# Trauma (telessérie)
Trauma foi uma série televisiva estadunidense exibida originalmente pela NBC que foi ao ar de 28 de setembro de 2009 a 26 de abril de 2010. No Brasil, a série foi transmitida pela Rede Record, estreou no dia 4 de janeiro e seu último episódio foi transmitido no dia 1 de fevereiro.
Um mês depois de sua estreia, a NBC anunciou que não iria pedir novos episódios, mas transmitir os 13 episódios encomendados. Em 19 de novembro de 2009, voltou atrás em sua decisão, anunciando a encomenda de mais três episódios adicionais da série. A ordem foi prorrogada para 20 episódios em 20 de janeiro de 2010, como parte de um pacote de encomendas de episódios que se seguiu à morte do The Jay Leno Show com o final da temporada agendada para 10 de maio de 2010. No início de abril de 2010, a NBC reduziu o fim episódio para 18 e anunciou um final para 26 de abril de 2010. Em 14 de maio de 2010, o show foi cancelado pela NBC

## Enredo
Rabbit Palchuk (Cliff Curtis) foi o único sobrevivente de uma explosão durante um resgate há um ano. Após a experiência quase fatal, passa a desafiar riscos bobos por acreditar poder superar tudo.
Outros integrantes da equipe são uma médica formada, uma piloto veterana da Guerra do Iraque, um novato e um pai de família.

## Elenco
| Ator               | Personagem              |
| ------------------ | ----------------------- |
| Derek Luke         | Cameron Boone           |
| Anastasia Griffith | Nancy Carnaham          |
| Aimee Garcia       | Marisa Benez            |
| Kevin Rankin       | Tyler                   |
| Taylor Kinney      | Gleen Morrison          |
| Jamey Sheridan     | Joseph Saviano          |
| Cliff Curtis       | Reuben "Rabbit" Palchuk |

## Produção
O episódio piloto caracterizado um acidente de veículo multi-e resultando bola de fogo gigante, que foram filmados em Março de 2009 sobre a Interstate 280 em Mission Bay bairro ao sul da cidade de San Francisco.
Foram gastos US$ 3 milhões (R$ 5 milhões) por episódio para causar essas catástrofes fantásticas e usar um helicóptero em quase todos os capítulos. Foram os altos custos que causaram o cancelamento nos EUA.[carece de fontes?]

## Audiência
A série estreou com 9 pontos de média no Rio de Janeiro e 22% de share, garantindo a vice-liderança isolada para a Rede Record em seu horário de exibição, com picos de 16 pontos. Já no segundo dia de exibição, a série liderou no Rio de Janeiro com 12.3 pontos de média e picos de 17 pontos, contra 9.7 da Globo e 4.1 do SBT. Em São Paulo, contudo, a série fechou na vice-liderança com 10 pontos de média, contra 12.5 da Globo.

## Episódios
| # | Título                      | Dirigido            | Escrito por                            | Exibição original      |
| --- | --------------------------- | ------------------- | -------------------------------------- | ---------------------- |
| 1 | "Piloto"                    | Jeffrey Reiner      | Dario Scardapane                       | 28 de setembro de 2009 |
| Os paramédicos de San Francisco respondem a uma eletrocussão em um telhado. O helicóptero de resgate cai matando a vítima, EMT Terry Banner (Ryan Kennedy), o piloto, Asher "Rotor" Reynolds, e quase o Rabbit. Um ano depois, os paramédicos mal emocionalmente marcado retornam ao trabalho e lidam com um acúmulo enorme de carros na estrada e enfrentam seus próprios dilemas da vida pessoal.      |                             |                     |                                        |                        |
| 2 | "Tudo é Justo"              | Jeffrey Reiner      | Dario Scardapane                       | 5 de outubro de 2009   |
| Um carro fora do controle entra em colisão com uma feira de rua na praça Justin Herman. Glenn Morrison se junta à equipe substituindo Sam Bailey, que apareceu como parceiro de Nancy nesse episódio. |                             |                     |                                        |                        |
| 3 | "Dia Ruim no Trabalho"      | Jeffrey Reiner      | Peter Noah                             | 12 de outubro de 2009  |
| A equipe de Trauma é colocada em uma situação de reféns quando um funcionário antigo irado vai em um tiroteio num prédio de escritórios, o mesmo prédio onde a esposa de Boone Sela é mantida refém. Isso faz com que Nancy e Rabbit voltem a trabalhar juntos pela primeira vez desde o acidente de helicóptero.                                                                                        |                             |                     |                                        |                        |
| 4 | "Bem Preso"                 | Christopher Misiano | Bruce Rasmussen                        | 19 de outubro de 2009  |
| Enquanto Tyler e Boone respondem a uma explosão em um restaurante chinês, eles fazem uma descoberta surpreendente durante a evacuação do edifício. Rabbit é forçado a enfrentar seus sentimentos sobre o acidente depois que ele entra em pânico durante um voo acidentado. Nancy tem que colocá-la perito habilidades médicas para o teste durante a reparação da artéria de uma vítima de empalamento. |                             |                     |                                        |                        |
| 5 | "Fantasiada"                | Jean de Segonzac    | David Schulner                         | 26 de outubro de 2009  |
| É Halloween em São Francisco e Boone descobre um segredo de Tyler, que pode afetar a sua parceria. |                             |                     |                                        |                        |
| 6 | "Na Quadra"                 | Norberto Barba      | David Schulner                         | 2 de novembro de 2009  |
| Nancy e Glenn iam responder a um incidente em um jogo de futebol quando a sua ambulância é atingida lateralmente por um ônibus. Dr. Saviano escreve uma carta de recomendação para Nancy. |                             |                     |                                        |                        |
| 7 | "A Hora da Fragilidade"     | Alex Zakrzewski     | Bruce Rasmussen                        | 9 de novembro de 2009  |
| Glenn aprende a maneira dura as consequências de não seguir as regras e passado Marisa Exército capturas com ela de uma forma surpreendente. |                             |                     |                                        |                        |
| 8 | "Socorro"                   | John Behring        | Janet Tamaro                           | 16 de novembro de 2009 |
| A equipe de trauma deve salvar os passageiros de um navio afundando. |                             |                     |                                        |                        |
| 9 | "Voltando Para Casa"        | Eric Laneuville     | Peter Noah                             | 23 de novembro de 2009 |
| A viagem de Ação de Graças é interrompida quando um avião é forçado a fazer um pouso forçado. |                             |                     |                                        |                        |
| 10 | "Balão Azul"                | Steve Shill         | Randy Huggins                          | 30 de novembro de 2009 |
| Boone assume funções de atuação capitão para o dia. Uma professora drogada é tratada depois de tomar heroína ruim em balões azuis. Um veterano do Vietnã rouba Rabbit e o helicóptero da Marissa. Rabbit, Marissa, e Tyler perseguem o helicóptero roubado na ambulância de Tyler. |                             |                     |                                        |                        |
| 11 | "Perspectiva Limitada"      | Darnell Martin      | Janet Tamaro                           | 8 de março de 2010     |
| Nancy tem que enfrentar sua claustrofobia enquanto trata de um trabalhador da construção que tinha caído. Rabbit trata de um assaltante de banco ferido e Boone é colocado em uma nova posição. |                             |                     |                                        |                        |
| 12 | "Protocolo"                 | Jeffrey Reiner      | Y. Shireen Razack                      | 15 de março de 2010    |
| Indo pelo livro custa Glenn um paciente, enquanto ele luta para se recuperar a partir dele. |                             |                     |                                        |                        |
| 13 | "13"                        | Jeffrey Reiner      | Dario Scardapane                       | 22 de março de 2010    |
| Rabbit é reintegrado após revelar seu passado durante a terapia. Um capitão da velha escola temporariamente supervisiona a equipe de paramédicos. Nancy e Diana divergem sobre Nancy brincar de médico em campo. Tyler e Boone discutem o seu futuro como Tyler passa o exame paramédico e Boone é oferecido o cargo de capitão.                                                                         |                             |                     |                                        |                        |
| 14 | "Os alvos"                  | John Badham         | David Schulner                         | 29 de março de 2010    |
| Um atirador de elite segmentação bombeiros, policiais e paramédicos provoca estragos em São Francisco, como a equipe tenta responder às emergências. |                             |                     |                                        |                        |
| 15 | "Fora do Âmbito da Prática" | Michael Waxman      | Randy Huggins                          | 5 de abril de 2010     |
| Nancy é pego em uma ação judicial depois de fazer um procedimento que estava fora do protocolo deixando uma cheerleader paralisada do pescoço para baixo. Rabbit e Marisa estão em quarentena depois de tratar um paciente infectado com o meningite. Boone fica na casa de Tyler por alguns dias e uma piada jogada em Boone cria tensão entre eles.                                                    |                             |                     |                                        |                        |
| 16 | "O Passageiro Frequente"    | Michael Waxman      | David Schulner                         | 12 de abril de 2010    |
| A "passageiros frequentes" que repetidamente envia chamadas falsas para a equipe de repente passa longe. |                             |                     |                                        |                        |
| 17 | "Doce Jane"                 | Colin Bucksey       | Dario Scardapane                       | 19 de abril de 2010    |
| Nancy começa a sentir uma forte ligação com um bebê abandonado. Rabbit tenta fazer a sua relação com Nancy "normal" por cozinhar um jantar especial. A equipe compartilham suas histórias sobre suas estranhas chamadas para Glenn, que faz um livro sobre essas histórias. Tyler, finalmente, sai para conversar com seu pai quando ele chega a San Francisco. E Marisa revela que ela era casada.      |                             |                     |                                        |                        |
| 18 | "Linhas Cruzadas"           | Michael Nankin      | Y. Shireen Razack & Shannon Rutherford | 26 de abril de 2010    |
| Despachantes enviam chamadas enganosas, deixando os paramédicos confusos e frustrados, especialmente Tyler. Boone configura uma festa de aniversário para Tyler. Nancy começou a questionar o futuro de seu relacionamento, quando fala do Rabbit com ela sobre encontrar um lugar junto. Amigo de Marisa Cardoso, que recebeu alta do Afeganistão, chega a San Francisco.                               |                             |                     |                                        |                        |